# The Moscow Times
The Moscow Times er en engelsksproget daglig avis i Moskva, Rusland. Avisen der udkommer i et oplag på 23.000 (2005) uddeles gratis på caféer, restauranter, hoteller og lignede. Avisen produceres i et sort-hvid A3-format.
Avisen kom først på gaden i 1992 og var indtil 1995 ejet af Independent Media, et Moskvabaseret mediehus der også udgiver den russisksproget avis Vedomosti og russisksprogede udgaver af forskellige internationale magasiner så som FHM, Men's Health og Cosmopolitan. I 1995 blev Independent Media opkøbt af det hollandske-finske mediehus Sanoma.
Fra juni 2006 til april 2014 var chefredaktøren Andrew McChesney. I april 2014 trak han sig tilbage og erstattedes af Nabi Abdullaev, der kom fra det statslige nyhedsbureau RIA Novosti.